# مارتين بوتي
مارتين بوتي (بالإنجليزية: Martyn Booty)‏ هو لاعب كرة قدم بريطاني في مركزي ظهير ‏ والدفاع، ولد في 30 مايو 1971 في Kirby Muxloe ‏ في المملكة المتحدة. لعب مع سالفورد سيتي وكوفنتري سيتي ونادي تشيسترفيلد ونادي ريدنغ ونادي ساوثيند يونايتد ونادي كرو ألكساندرا وهدرسفيلد تاون.

## وصلات خارجية
- مارتين بوتي على موقع قاعدة بيانات كرة القدم.إي يو (الإنجليزية)
- مارتين بوتي على موقع Soccerbase.com (لاعب) (الإنجليزية)
- مارتين بوتي على موقع عالم كرة القدم.نت (الإنجليزية)